# Carolina Iglesias
Carolina Iglesias Mosquera (Oleiros, 8 de agosto de 1993), conocida como Percebes y Grelos en las redes sociales, es una cómica, guionista y youtuber española. En 2021, fue reconocida con el Premio Marcela y Elisa por su trabajo a favor de los derechos LGTBI+, siendo la persona más joven en recibir este galardón.

## Trayectoria
Se trasladó a Madrid para dedicarse a los monólogos y estudiar Lengua y literatura española en la Universidad Complutense de Madrid (UCM). Paralelamente a sus estudios universitarios, se ha formado como guionista en la Escuela de Cine y Televisión Septima Ars (2015-2016), en la Escuela Superior de Comedia (EOC), en la compañía teatral Jamming y en Factoría del Guion.
Iglesias, ha sido la cómica más joven en grabar un monólogo para el programa ‘Open Mike’ de Paramount Comedy en 2012 cuando tenía 18 años. Ha trabajado en diversos locales de Madrid, entre los que destaca su primera actuación, en la sala Galileo Galilei, para la I Gala Solidaria de Cómicos por Infancia sin Fronteras. En 2014, Iglesias publicó el relato “Amor de mierda” que se incluyó en el libro Vloggers Now! 3. Dirigió y escribió el cortometraje Sólo pienso en ti, protagonizado por Berta Collado y que fue el más visto de su categoría en el Notodofilmfest. Protagonizó el cortometraje Prólogo a una primera cita de Jorge López Ania.
En 2017, comenzó a copresentar Yu: No te pierdas nada, uno de los programas estrella de la cadena de radio Los 40, y ha trabajado en programas como Zapeando, Lo siguiente (el programa de Televisión Española presentado por Raquel Sánchez Silva), en Operación Triunfo, Hora yutuber o Youtubers Live. También protagonizó en el Palacio de la Prensa un espectáculo teatral sobre la nostalgia de los veinteañeros llamado 'Que vuelva Fotolog' junto a la también youtuber Esty Quesada (Soy una pringada).
El 18 de septiembre de 2019, empezó a publicar en su canal de YouTube #UnaCañaCon, un espacio patrocinado por Mahou en el que entrevista a artistas. Ese mismo año, Iglesias fue la conductora de los XVII Premios Mestre Mateo junto a Camila Bossa, David Amor, Xúlio Abonjo y Fernando Epelde.
Desde mayo de 2020, presenta Estirando el chicle, un pódcast creado junto a Victoria Martin (Living Postureo) que aunque comenzó grabándose desde sus casas, fichó por Podium Podcast en su segunda temporada. Desde su lanzamiento, en pleno confinamiento estricto (marzo-mayo) provocados por la pandemia de COVID-19, se convirtió en uno de los pódcast independientes más escuchados de España. También en 2020, estrenó en YouTube junto a Victoria Martín Válidas, una webserie sobre dos cómicas pasando un mal momento y que deciden hacerse pasar por pareja para conseguir éxito social. Iglesias y Martín la escribieron y protagonizaron.
En 2021, Iglesias comenzó a colaborar en el programa Tarde lo que tarde, de Radio Nacional de España, en una sección de comedia semanal junto a Henar Álvarez.
En 2022, Carolina y Victoria Martín se vieron envueltas en la polémica dado que muchos seguidores del programa y usuarios en redes sociales criticaron la presencia de una colaboradora en Estirando el chicle que se ha burlado en sus redes de las personas queer y que se ha pronunciado contra la ley trans. 

## Filmografía

### Programas
| Año                           | Programa                    | Canal          | Notas        |
| ----------------------------- | --------------------------- | -------------- | ------------ |
| 2017 - 2018                   | El chat de OT               | La 1           | Presentadora |
| 2018                          | Lo siguiente                | La 1           | Colaboradora |
| 2018                          | Ilustres ignorantes         | Movistar+      | Invitada     |
| 2019                          | Zapeando                    | laSexta        | Colaboradora |
| 2019                          | Problemas del primer mundo  | Flooxer        | Colaboradora |
| 2019                          | Roast Battle                | Comedy Central | Monologuista |
| 2020                          | Roast a España              | Comedy Central | Monologuista |
| 2022                          | LOL: Si te ríes, pierdes    | Prime Video    | Presentadora |
| 2023                          | Días de tele                | La 1           | Presentadora |
| 2023                          | Grand Prix del verano       | La 1           | Madrina      |
| 2024                          | Tu cara me suena            | Antena 3       | Invitada     |
| 2024                          | Especial El club del chiste | Neox           | Presentadora |
| Especial Gala fin de año 2024 | TVE                         | Copresentadora |              |

### Series
| Año  | Serie                           | Canal               | Personaje          | Notas       |
| ---- | ------------------------------- | ------------------- | ------------------ | ----------- |
| 2019 | Antes de perder                 | Playz               | Yeniffer           | 1 episodio  |
| 2019 | Paquita Salas                   | Netflix             | Amiga de Belén     | 1 episodio  |
| 2019 | Dating Stories                  | Badoo               | Irene              | 1 episodio  |
| 2020 | Válidas                         | YouTube             | Carolina           | 5 episodios |
| 2021 | La reina del pueblo             | Flooxer             | Chica Mensaje      | 1 episodio  |
| 2021 | Luimelia                        | Atresplayer Premium | Carolina           | 1 episodio  |
| 2022 | UPA Next                        | Atresplayer Premium | Carolina           | 1 episodio  |
| 2022 | True Story España               | Prime Video         | Amiga del tren     | 1 episodio  |
| 2023 | Pobre diablo                    | HBO Max             | Rata Cerebro (Voz) | 1 episodio  |
| 2024 | Medina: El estafador de famosos | Prime Video         | Ella misma         | 1 episodio  |

### Podcast
| Año     | Programa            | Canal                      | Notas          |
| ------- | ------------------- | -------------------------- | -------------- |
| 2020 -  | Estirando el chicle | Podium Podcast             | Copresentadora |
| 2022 -  | El Carolate         | Spotify                    | Presentadora   |
| 2024 ,- | Los del Plus        | Podium Podcast / Movistar+ | Copresentadora |
| 2024 ,- | Ni tan bien         | Cadena Ser                 | Presentadora   |

### Redes Sociales
| Año  | Programa                        | Red Social | Notas        |
| ---- | ------------------------------- | ---------- | ------------ |
| 2021 | Gala: #NoLoSabesTodoSobreTikTok | TikTok     | Presentadora |

## Reconocimientos
En 2009, consiguió el tercer premio de fotografía del V Concurso Xurxo Lobato del IES Monelos (La Coruña). Posteriormente, la Asociación por la Libertad Afectivo Sexual de La Coruña (ALAS) otorgó a Iglesias el premio Marcela y Elisa de 2021, siendo la persona más joven en recibir el galardón. Este galardón se concede anualmente a una persona o entidad implicada en la defensa de los derechos del colectivo LGTBI+.
En octubre de 2021, Estirando el chicle de Iglesias y Victoria Martín emitido en Podium Podcast recibió el Premio Ondas al Mejor pódcast o programa de emisión digital. Este reconocimiento fue concedido ex aequo al podcast Deforme semanal ideal total de Radio Primavera Sound dirigido, producido y conducido por Lucía Lijtmaer e Isa Calderón.

## Obra
- 2018 – El amor, qué movida. Ediciones Hidroavión. ISBN 978-84-948935-4-4.[23]